# NGC 1040-2
NGC 1040-2 (другие обозначения — NGC 1053-2, NPM1G +41.0081, PGC 213068) — линзовидная галактика (S0) в созвездии Персей.
Этот объект не входит в число перечисленных в оригинальной редакции «Нового общего каталога» и был добавлен позднее.

## Открытие
Объект был обнаружен 9 декабря 1871 года французским астрономом Эдуардом Жаном-Мари Стефаном при помощи телескопа-рефлектора с диаметром зеркала 31,5 см.
Этот же объект 21 октября 1886 года наблюдал Льюис Свифт и занёс его в каталог под обозначением NGC 1053-2.

## Характеристики
По морфологической классификации галактик NGC 1040-2 относится к типу S0 (линзовидные галактики). Видимая светимость 15,3 m, поверхностная яркость составляет 12,4 mag/arcmin². NGC 1040-2 имеет угловые размеры 0,4' × 0,2'.
Экваториальные координаты объекта, отнесённые к эпохе Ј2000.0, таковы: прямое восхождение  составляет 2 ч 43 м 12,1 с, а склонение равно +41°30'54". Позиционный угол галактики в картинной плоскости равен 50°.